# John James Sweeney
Pour les articles homonymes, voir John Sweeney (homonymie).
John James Sweeney, né le 1er juin 1927, est un ancien membre du Sénat de l'État de Pennsylvanie en fonction de 1975 à 1978.

## Source de la traduction
- (en) Cet article est partiellement ou en totalité issu de l’article de Wikipédia en anglais intitulé « John James Sweeney » (voir la liste des auteurs).